# Ли, Клаудия
Кла́удия Ли (англ. Claudia Lee; род. 20 июня 1996, Лафейетт, Индиана) — американская актриса и певица. Наиболее известна по роли Магнолии Брилэнд в телесериале «Зои Харт из южного штата» (2011—15). Также сыграла Брук в фильме «Пипец 2» (2013).

## Ранняя жизнь и образование
Родилась 20 июня 1996 года в Лафейетте, штат Индиана, под именем Клаудия Ли Мирко́вски (англ. Claudia Lee Mirkowski). С детства Ли увлекалась музыкой и танцами и посещала разные студии десять лет. Она также изучала польский язык и проводила в школе в городе Познань месяц каждого лета на протяжении пяти лет.

## Фильмография

### Кино
| Год  | Название на русском | Название на английском | Роль      | Примечания                              |
| ---- | ------------------- | ---------------------- | --------- | --------------------------------------- |
| 2010 | Цирковая девушка    | The Circus Girl        | Елизавета | Короткометражка (как Клаудия Мирковски) |
| 2013 | Пипец 2             | Kick-Ass 2             | Брук      |                                         |
| 2015 |                     | The Outskirts          | Уитни     |                                         |

### Телевидение
| Год     | Название на русском      | Название на английском | Роль             | Примечания                       |
| ------- | ------------------------ | ---------------------- | ---------------- | -------------------------------- |
| 2011    | Зик и Лютер              | Zeke and Luther        | Бриджет          | Второстепенная роль; 4 эпизода   |
| 2011-15 | Зои Харт из южного штата | Hart of Dixie          | Магнолия Брилэнд | Второстепенная роль; 29 эпизодов |
| 2014    | Выживание Джека          | Surviving Jack         | Рейчел Данливи   | Главная роль; 8 эпизодов         |
| 2018    | Влюблённые знаменитости  | Famous in Love         | Билли            | Второстепенная роль              |